# Nikołaj Pirogow
Nikołaj Iwanowicz Pirogow (ros. Николай Иванович Пирогов; ur. 13 listopada?/25 listopada 1810 w Moskwie, zm. 23 listopada?/5 grudnia 1881 w Winnicy) – rosyjski lekarz, pionier nowoczesnej chirurgii.

## Osiągnięcia naukowe
Wprowadził jako pierwszy w Rosji i jako jeden z pierwszych w Europie nauczanie anatomii topograficznej, w 1847 roku opisał przezodbytniczą narkozę eterową, w 1854 roku wprowadził metodę osteoplastycznej amputacji stopy, w 1855 zastosował opatrunek gipsowy w leczeniu złamań kończyn. Autor klasycznego atlasu anatomii, wydanego w latach 1852–1859. Jego zabalsamowane szczątki można oglądać w mauzoleum w Winnicy.

## Upamiętnienie
W Winnicy przy ulicy Pirogowa 155 w domu, w którym mieszkał, znajduje się poświęcone mu muzeum.
Jest patronem ukraińskiego Narodowego Uniwersytetu Medycznego w Winnicy. W Polsce patronuje Wojewódzkiemu Specjalistycznemu Szpitalowi im. Mikołaja Pirogowa w Łodzi.
W 2020 roku powstał Order Pirogowa nazwany jego imieniem.

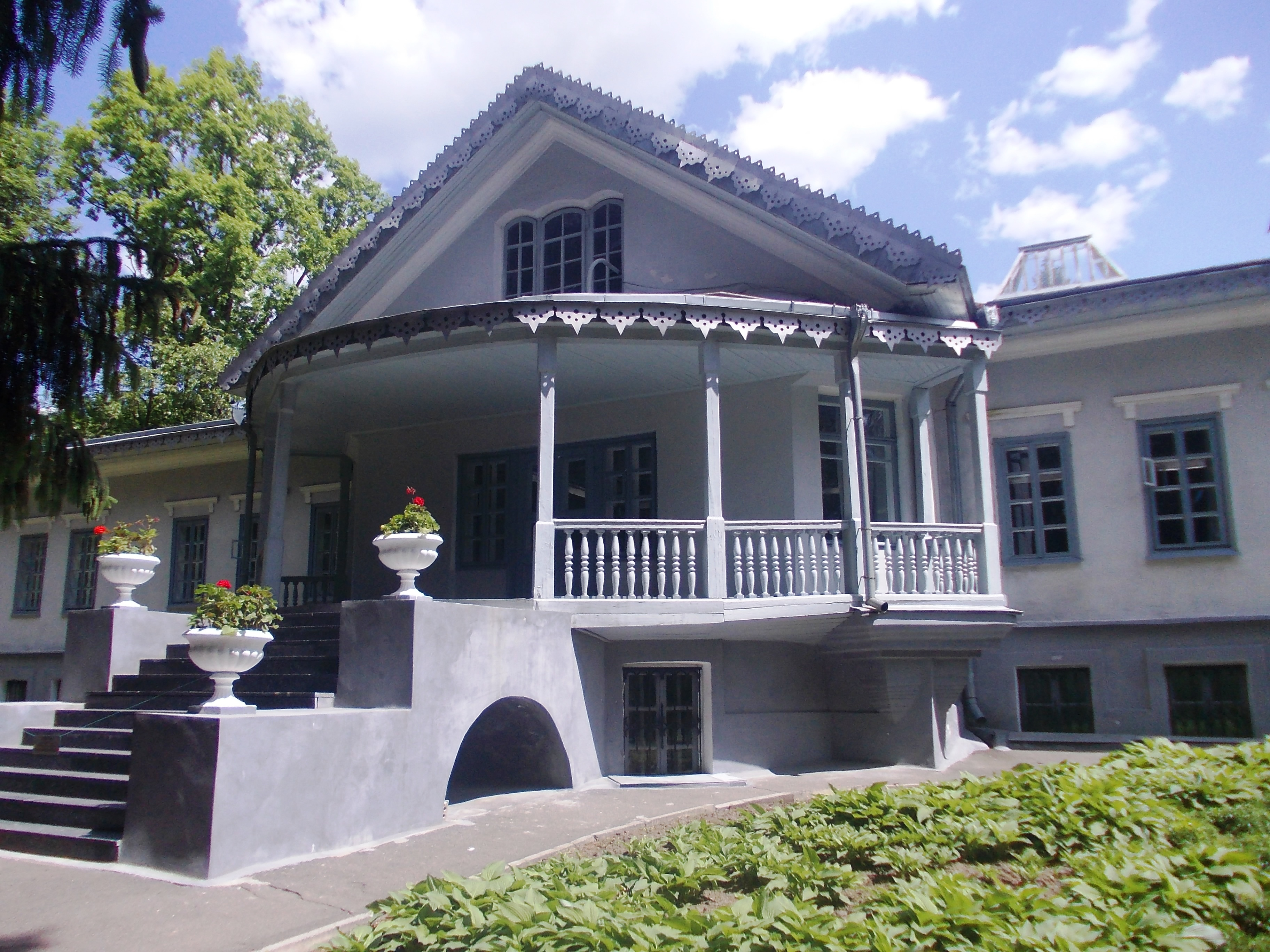
Narodowe muzeum-dom Mykoły Pirogowa w Winnicy
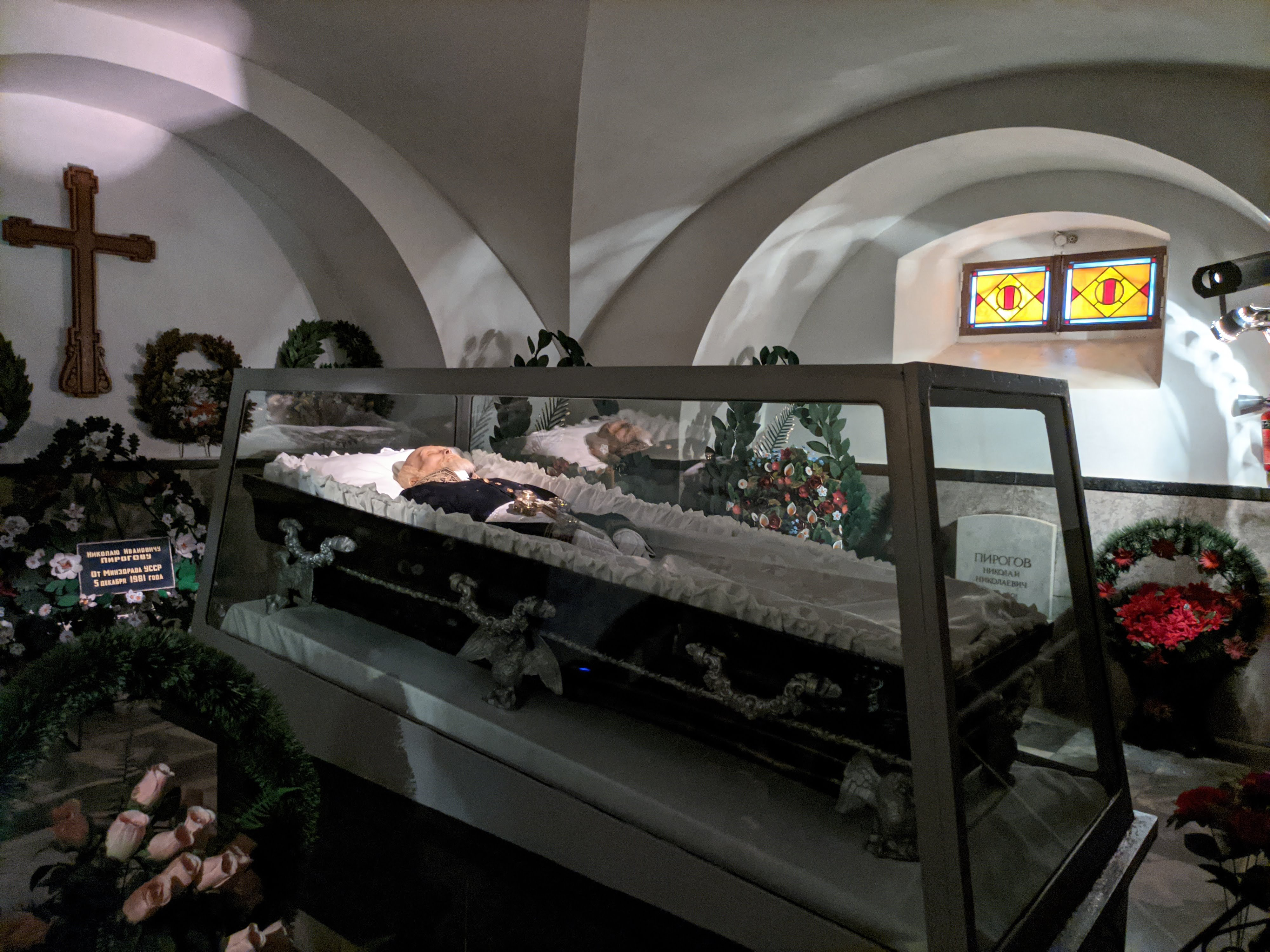
Trumna z zabalsamowanym ciałem Mykoły Pirogowa w szklanym sarkofagu w krypcie kościoła grobowego